# Séverni (Kushchóvskaya, Krasnodar)
Séverni (del ruso: Северный) es un posiólok del raión de Kushchóvskaya del krai de Krasnodar, en Rusia. Está situado 13 km al norte de Kushchóvskaya y 187 km al norte de Krasnodar, la capital del krai. Tenía 321 habitantes en 2010
Pertenece al municipio Kushchóvskoye.

## Historia
Pertenecía anteriormente al selsovet Stepnianskoye.